# Bryant Reeves
Bryant Reeves (Fort Smith, Arkansas, 8 de junio de 1973) es un exjugador de baloncesto estadounidense que disputó 6 temporadas en la NBA, todas ellas en Vancouver Grizzlies. Con 2,13 metros de estatura, jugaba en la posición de pívot. Recibió el apodo de Big Country (gran país) por medio de su compañero de universidad Byron Houston, tras el impacto que le causó su primer vuelo en avión a la ciudad de Nueva York.

## Trayectoria deportiva

### Universidad
Jugó durante cuatro temporadas con los Cowboys de la universidad de Oklahoma State, donde promedió 18,4 puntos y 7,5 rebotes por partido, llevándolos a disputar la Final Four de la NCAA de 1995.

### Profesional
Fue elegido en la sexta posición del Draft de la NBA de 1995 por Vancouver Grizzlies, siendo la primera elección del equipo canadiense de su historia en un draft. En su primer año promedió 13,3 puntos y 7,4 rebotes, lo que le valió para ser elegido en el Segundo mejor quinteto de rookies de la NBA. Al año siguiente mejoró sus estadísticas hasta los 16,2 puntos y 8,1 rebotes, lo que hizo que su equipo le firmara una extensión de su contrato por siete años. En su tercera temporada, la mejor de su carrera, consiguió su mejor anotación en un partido ante Boston Celtics, con 41 puntos.
Tras esa temporada, los problemas de sobrepeso y las lesiones hicieron que sus estadísticas bajaran drásticamente. Además, los problemas con el límite salarial hicieron difícil su traspaso. En la temporada 2001-02, en pleno traspaso de la franquicia de los Grizzlies a Memphis fue incluido en la lista de lesionados, la cual no abandonaría; Para retirarse a mediados de temporada, sin disputar ni un solo partido. En 6 temporadas promedió 12,5 puntos y 6,9 rebotes por partido.

## Estadísticas de su carrera en la NBA

### Temporada regular
| Año     | Equipo    | PJ  | PT  | MPP  | %TC  | %3P  | %TL  | RPP | APP | ROB | TPP | PPP  |
| ------- | --------- | --- | --- | ---- | ---- | ---- | ---- | --- | --- | --- | --- | ---- |
| 1995–96 | Vancouver | 77  | 63  | 24.9 | .457 | .000 | .732 | 7.4 | 1.4 | .6  | .7  | 13.3 |
| 1996–97 | Vancouver | 75  | 75  | 37.0 | .486 | .679 | .704 | 8.1 | 2.1 | .4  | .9  | 16.2 |
| 1997–98 | Vancouver | 74  | 74  | 34.1 | .523 | .346 | .706 | 7.9 | 2.1 | .5  | 1.1 | 16.3 |
| 1998–99 | Vancouver | 25  | 14  | 28.1 | .406 | .694 | .578 | 5.5 | 1.5 | .5  | .3  | 10.8 |
| 1999–00 | Vancouver | 69  | 67  | 25.7 | .448 | .000 | .648 | 5.7 | 1.2 | .5  | .6  | 8.9  |
| 2000–01 | Vancouver | 75  | 48  | 24.4 | .460 | .250 | .796 | 6.0 | 1.1 | .6  | .7  | 8.3  |
| Total   | Total     | 395 | 341 | 30.6 | .475 | .074 | .703 | 6.9 | 1.6 | .5  | .8  | 12.5 |